# Paramenesia nigrescens
Paramenesia nigrescens là một loài bọ cánh cứng trong họ Cerambycidae.